# 吉塔朗斯-拉尔巴雷德
吉塔朗斯-拉尔巴雷德（法語：Guitalens-L'Albarède，法語發音：[ɡitalɛ̃s lalbaʁɛd]）是法国奥克西塔尼大区塔恩省的一个市镇，属于卡斯特尔区。该市镇于2007年由原市镇吉塔朗斯（Guitalens）和拉尔巴雷德（Lalbarède）合并而成。

## 地理
吉塔朗斯-拉尔巴雷德（43°38'40"N, 2°2'33"E）面积9.36 平方千米，位于法国奧克西塔尼大區塔恩省，该省份为法国南部内陆省份，北起顺时针与阿韦龙省、埃罗省、奥德省、上加龙省和塔恩-加龙省接壤。
与吉塔朗斯-拉尔巴雷德接壤的市镇（或旧市镇、城区）包括：屈克、皮洛朗斯、圣保罗卡普德茹、塞尔维耶斯、阿古河畔维耶尔米。
吉塔朗斯-拉尔巴雷德的时区为UTC+01:00、UTC+02:00（夏令时）。

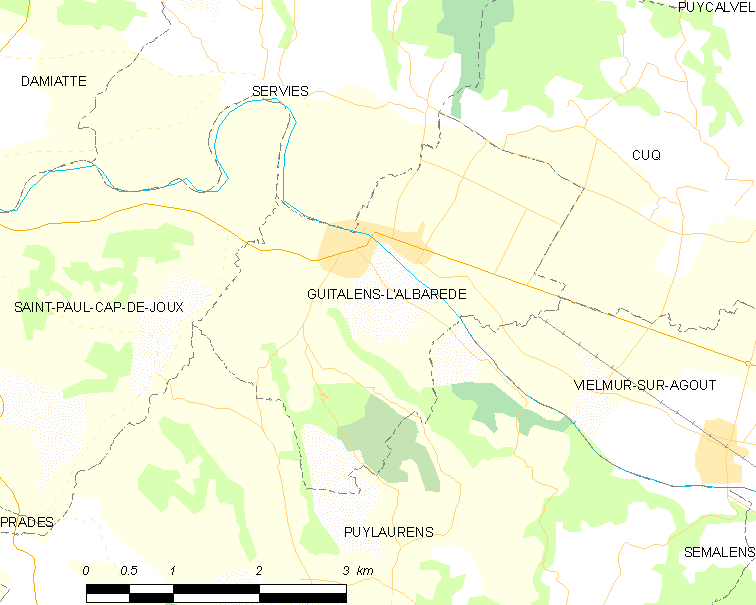
吉塔朗斯-拉尔巴雷德的OSM定位图

## 行政
吉塔朗斯-拉尔巴雷德的邮政编码为81220，INSEE市镇编码为81132。

## 政治
吉塔朗斯-拉尔巴雷德所属的省级选区为阿古平原县。

## 人口

1962-2008年间吉塔朗斯-拉尔巴雷德人口变化图示

吉塔朗斯-拉尔巴雷德于2022年1月1日时的人口数量为835人。